# Међународни рачуноводствени стандард 35
Међународни рачуноводствени стандард 35 - Пословања која престају има за циљ да се њиме успоставе принципи за исказивање података о пословањима која престају и да се на тај начин унапреди способност корисника финансијских информација да врше пројекције токова готовине предузећа, могућност остваривања прихода и финансијског положаја тиме што ће се подаци о пословањима која престају раздвојити од информација о пословању које се настављају. Пословање које престаје је саставни део предузећа које оно може да:
1. отуђи у целини у једној трансакцији кроз процес раздвајања или преноса неемитованих акција за тај део предузећа у власништво постојећим акционарима предузећа;
2. отуђује део по део, тако што продаје појединачна средства и појединачно измирује своје обавезе;
3. гаси, тако што га напушта.

Ова пословања могу бити везана за веће пословне активности или географске области пословања или за природу пословања. Услов престанка пословања је генерални план.